# Fotografie v Jihoafrické republice

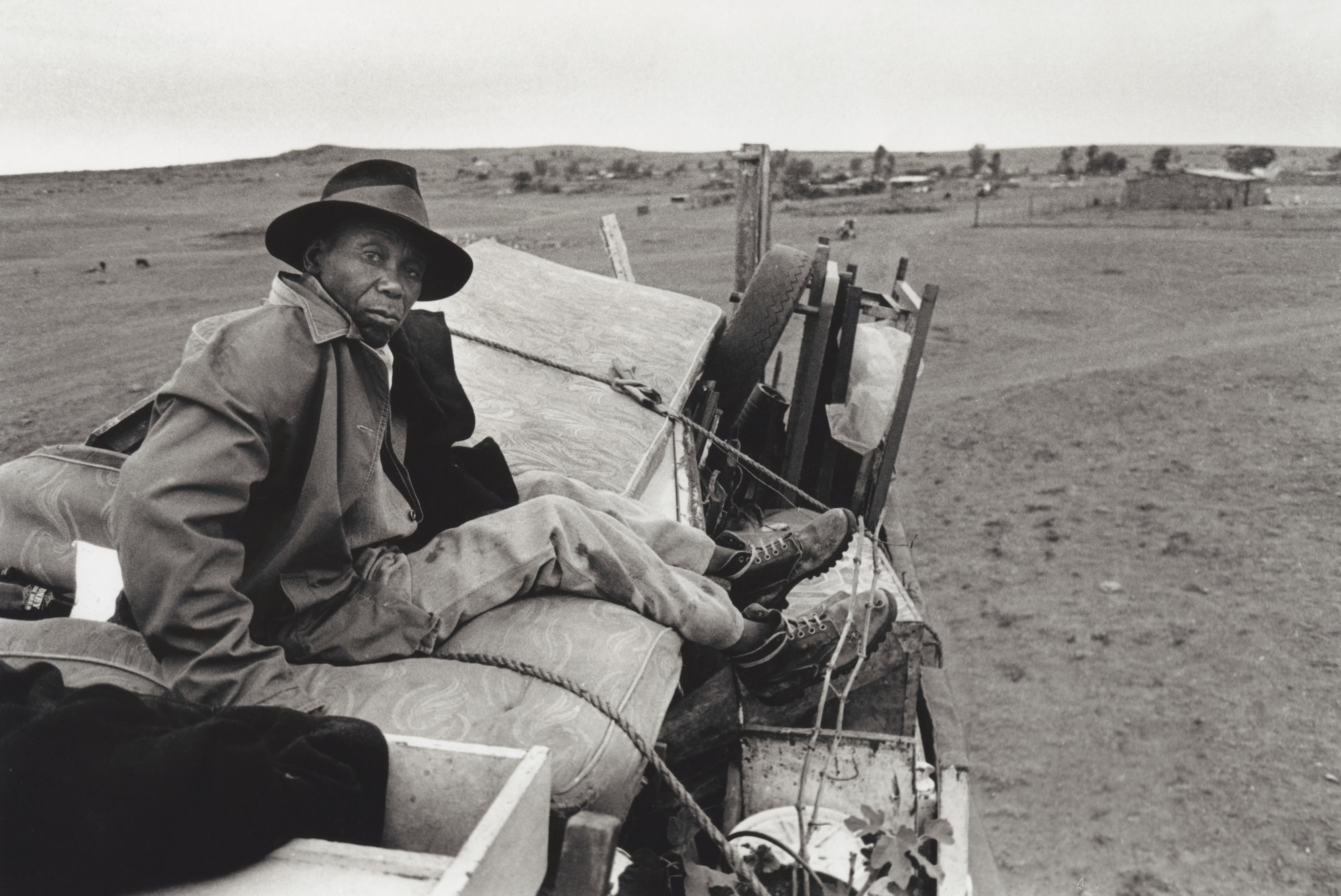
Paul Weinberg: Nucené stěhování během apartheidu, Mogopa, Západní Transvaal, únor 1984. Část sbírky tvořící fotografickou knihu Travelling Light. Kniha a její snímky zachycují začátky fotografů v ulicích Johannesburgu na konci 70. let 20. století a zavedou diváky do současné krajiny jihoafrického venkova.

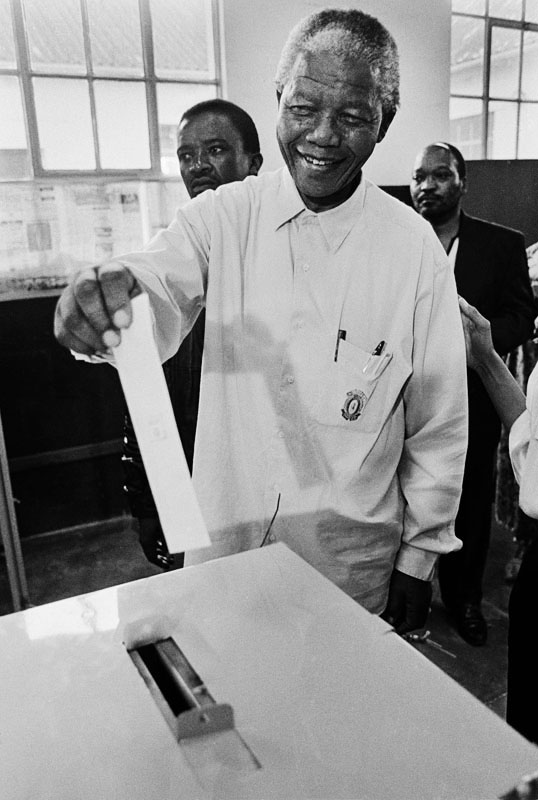
Paul Weinberg: oficiální fotografie Nelsona Mandely odevzdávajícího svůj hlas ve volbách v roce 1994. Bylo to poprvé, co Mandela mohl ve svém životě volit. Olange School, Inanda, Durban, duben 1994.

Fotografie v Jihoafrické republice je spojena s živou kulturou s mnoha odborníky uznávanými i na mezinárodní úrovni. Od doby, co byla fotografie poprvé zavedena do Kapské kolonie prostřednictvím kolonizačních mocností, byla fotografie různě využívána jako zbraň koloniální kontroly, legitimizační prostředek pro režim apartheidu a v poslední době jako mechanismus pro vytvoření nového Jihu. Africká identita ve věku demokracie, svobody a rovnosti.

## Raná fotografie
Fotografie se do Jižní Afriky dostala s britskými a nizozemskými kolonisty v 19. století. Raná etnografická fotografie, vedená především antropology a misionáři, dokumentovala původní obyvatelstvo. Sbírky z této doby jsou často kritizovány jako vykořisťovatelské projekty koloniální nadvlády, esencializující původní obyvatelstvo Khoikhoiů a Křováků na Kapsku, aby legitimizovaly ideologie rasových hierarchií, které byly základem koloniálního úsilí.

## Fotografie odporu
Fotografové hráli během apartheidu klíčovou roli při dokumentování osvobozeneckého boje vnějšímu světu. Termín fotografie odporu vznikl k popisu práce, která zpochybňovala přesvědčení, politiku nebo činy vlády apartheidu. Apartheid, násilný systém tvrdě vynucované rasové segregace, který charakterizoval jihoafrickou společnost v letech 1948–1994, byl legitimován historicky přijatým diskursem založeným na náboženských, rasových, etnických a sociálních základech. Vizuální kultura jako populární prostředek vyjádření byla postavena tak, aby tyto diskurzy buď posilovala, nebo rozvracela. Fotografie odporu narušila tuto konsensuálně ověřenou rétorickou konstrukci tím, že prezentovala lidskost nebělošských rasových skupin způsobem, který odporuje rasistickým ideologiím státu apartheidu.
David Goldblatt (1930–2018) byl jihoafrický fotograf, jehož práce se zaměřovala na dokumentování Jihoafrické republiky během období apartheidu a jeho fotografie zachycují struktury, lidi a krajiny země od roku 1948. Zájem o Goldblattovu práci výrazně vzrostl po výstavě jeho 51 let práce (Barcelona, 2001) a jedenácté výstavě Documenta (Kassel, 2002). Na první z nich, která se konala v AXA Gallery v New Yorku v roce 2001, byl představen přehled Goldblattova fotografického díla z let 1948 až 1999. Na Documenta byly představeny dva projekty. Goldblattova práce ovlivnila práci fotografa Santu Mofokenga, se kterým studoval během apartheidu. Společně pomohli znovuobjevit dokumentární a konceptuální módy fotografie, což vedlo k jejich významu a vlivu v rámci dokumentární fotografie.

## Současná fotografie
Fotografie v současné Jižní Africe se vyvinula v živé a rozvíjející se kulturní hnutí, které od roku 1994 explodovalo v demokratizovanou a dostupnou formu uměleckého vyjádření. Váha jeho minulosti apartheidu bezpochyby silně ovlivňuje jeho současnost a dědictví odbojové fotografie se proměnilo v trvalé zaměření na přetrvávající sociální problémy, kterým čelí nová Jižní Afrika. Mezi oblíbená témata patří HIV/AIDS, rasismus a sociální nerovnost, demokratický přechod a přetrvávající nespravedlnosti v Jižní Africe po apartheidu.
Bang-Bang Club byl název spojovaný především se skupinou čtyř fotografů činných v oblasti Jižní Afriky v období apartheidu, zejména mezi roky 1990 a 1994, než byl po volbách v roce 1994 zvolen prvním černým prezidentem Jihoafrické republiky Nelson Mandela. Zatímco řada fotografů a fotoreportérů s Bang Bang Clubem pracovala (například James Nachtwey nebo Gary Bernard), byli to především čtyři muži, kteří byli s tímto klubem spojeni: Kevin Carter, Greg Marinovich, Ken Oosterbroek a João Silva.
Výstava Graema Williamse nazvaná The Edge of Town je paradigmatem tohoto nového hnutí a zkoumá liminální prostory neformálních sídel na okrajích příměstských oblastí současných metropolí, jako je Johannesburg, Kapské Město nebo Durban. Prostřednictvím zachycení těchto životních prostorů Williams personalizuje problémy, které se příliš často dehumanizují. Antropolog Johannes Fabian naznačuje, že v africkém kontextu takové popkulturní projevy představují „okamžiky svobody“, které umožňují konceptualizaci a kultivaci alternativních způsobů bytí, které osvobozují jednotlivce, i když v pomíjivých, soupeřivých a konfliktních prostorech. Mnoho jihoafrických fotografií, podobné snímkům Williamse, ztělesňuje Fabianovu představu o „chvílích svobody“, zobrazující životy omezené, ale ne zcela uzavřené drsnou realitou života.
Jedinečný status Jižní Afriky jako afrického národa s neuvěřitelným bohatstvím a neuvěřitelnou chudobou navíc poskytuje úrodnou půdu pro náročné diskurzy afro-pesimismu a neokolonialistických postojů k Africe. Výstavy, jako je Afrika je skvělá země (Africa is a Great Country, 2013) švédského fotografa Jense Assura, se snaží rozbít esencialistické představy o Africe jako bídou a válkou zmítaném kontinentu, čerpajíce z podnětů africké renesance, promítají obrazy každodenního života, kontinentu skutečných a normálních lidí, jejichž životy jsou stejně bohaté a rozmanité jako ostatní. Jako vlivný hlas na kontinentu hraje umělecká tvorba Jižní Afriky klíčovou roli při vytváření nových způsobů představování Afriky, které komplikují zažité představy o „bojujícím“ kontinentu. Fotoesej Paula Weinberga Durban: Portrét afrického města je příkladem tohoto nového proudu tvorby, který odmítá omezit zapojení do afrického umění na téma chudoby a násilí, místo toho zobrazuje dynamiku a pestrost života na kontinentu.

## Jihoafrické fotografky

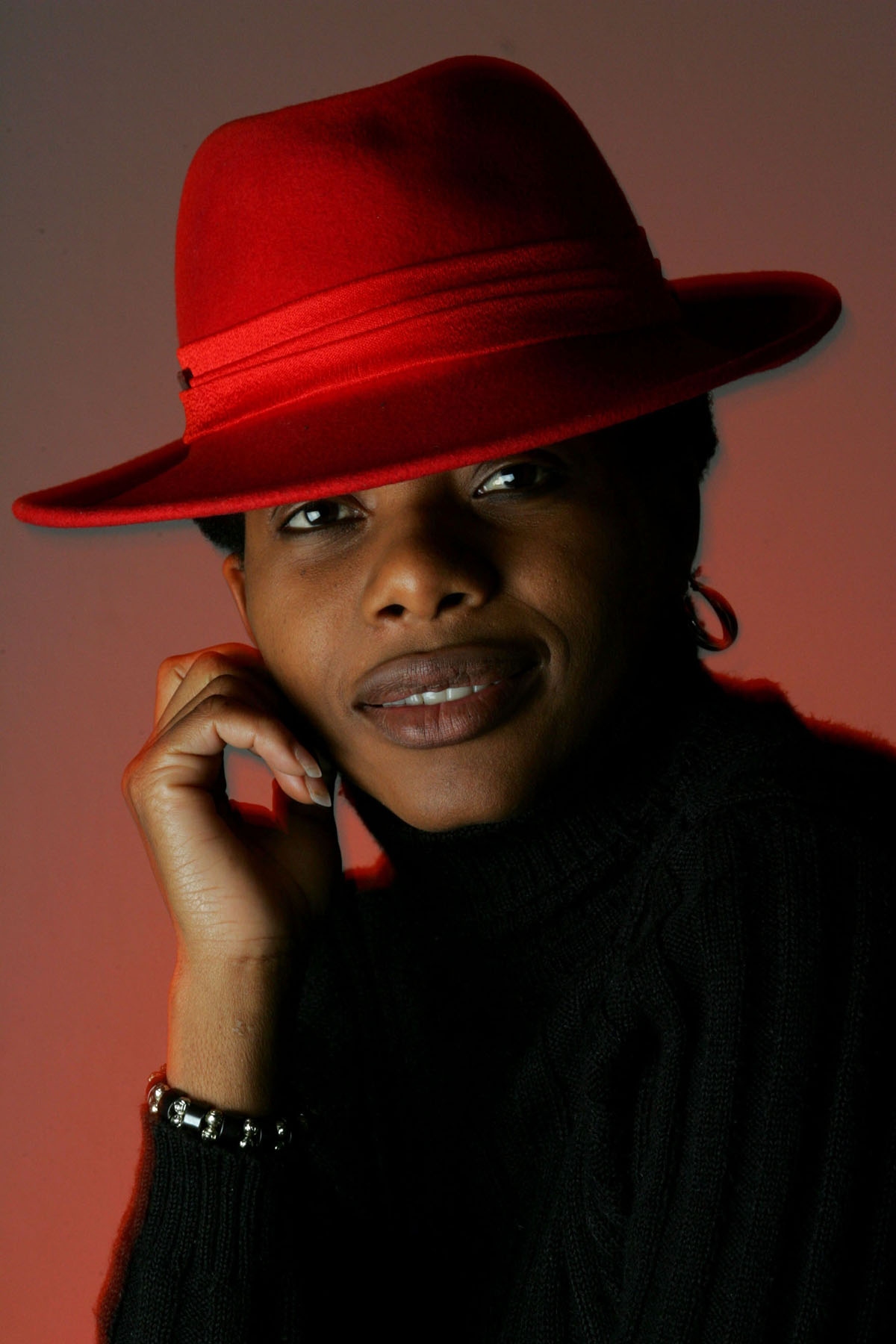
Neo Ntsoma (* 1972)

Mezi fotografky, které se v Jihoafrické republice narodily nebo jejichž díla jsou s touto zemí úzce spojena patří následujcí osobnosti: Fiona Ayerstová (* 1965), fotografka divoké přírody, která se zabývá fotografováním pod vodou, známé jsou její snímky žraloků. Jenna Bassová (* 1986), filmová režisérka, fotografka a spisovatelka narozená v Londýně. Jodi Bieberová (* 1966), její snímek ženy z Afghánistánu Bibi Aisha, které uřízli uši a nos její manžel a švagr, vyhrála cenu World Press Photo of the Year v roce 2010. Hannelie Coetzee, vizuální umělkyně a profesionální fotografka z Johannesburgu. Její tvorba zahrnuje sociální dokumentární fotografii, vizuální umění a společné umělecké projekty. Mbali Dhlaminiová (* 1990), umělkyně a fotografka, věnuje se převážně fotografii a dobovým médiím, africké ženy zdobené tradiční indigovou barvou, postkoloniální otázky. Tracy Edserová (* 1982), fotoreportérka a dokumentární producentka, její Window Rwanda je dokument z Rwandy pořízený ve zlomku vteřiny přes okna jedoucího vozidla během každodenní rutiny cestování mezi Kigali a nemocnicemi na okraji města. Vera Elkanová (1908–2008), známá svými snímky mezinárodních brigád ve španělské občanské válce. Caroline Gibello (* 1974), fotografka přírody, v roce 2007 založila řetězec uměleckých galerií Galleria Gibello v Kapském Městě v Jižní Africe. Tony Gumová (* 1995), kariéru začala zveřejňováním selfie na Instagramu. Lebohang Kganye (* 1990), vizuální umělkyně a fotografka žijící a pracující v Johannesburgu, zkoumá své rodinné příběhy procházením starých fotoalb a nahráváním příběhů vyprávěných členy její rodiny, znovu vytváří okamžiky v rodinné historii, které sama nezažila. Phumzile Khanyile (* 1991), její série Plastic Crowns je o životě žen a sexuální politice, autoportréty, kdy je oblečená v šatech své babičky, se kterou žije, ženská zkušenost se vztahy mezi pohlavími z hlediska síly, „zkoumání studu a očekávání, co znamená být ženou“; „stereotypické představy o pohlaví, sexuálních preferencích a souvisejících stigmatech a jejich význam v současné společnosti“. Constance Stuartová Larrabee (1914–2000), anglická fotografka nejznámější svými snímky Jihoafrické republiky a fotožurnalistikou o Evropě během druhé světové války. Byla první válečnou korespondentkou v Jihoafrické republice. Carla Lieschingová (* 1985), tvoří v New Yorku. Její práce zkoumá vztahy mezi lidmi, zejména ideologické posuny v geografické poloze. Její cykly řeší pojetí sebe sama ve vztahu k místu, pohybu, vzdálenosti a sounáležitosti. Zajímá se o fotografický portrét, utváření identity příběhů, vytváří archivy environmentálních portrétů, včetně zapojení lidských klasifikačních systémů a pseudo-vědeckého zkoumání. Její instalace často obsahují sochařské a zvukové součásti doplňující její fotografie. Anja Maraisová (* 1974), sochařka, fotografka a multidisciplinární umělkyně. Absolvovala rezidenční pobyty v Japonsku, Koreji, Rusku a na Floridě a samostatné a skupinové výstavy v Asii, Evropě a USA. Nandipha Mntambo (* 1982), umělkyně, sochařka a fotografka, zaměřená na ženské tělo a identitu pomocí přírodních organických materiálů. Její umělecký styl byl označen jako eklektický a androgynní, je známá především svými sochami z hovězí kůže. Ruth Seopedi Motau (* 1968), první černošská fotografka, která byla zaměstnána v jihoafrických novinách jako editorka fotografií. Její fotografie se zaměřuje na sociální dokument ovlivněný fotožurnalismem a marginalizací černochů a komunit. Zanele Muholiová (* 1972), nebinární umělkyně a vizuální aktivistka pracující v oblasti fotografie, videa a instalace. Práce autorky se zaměřuje na rasu, pohlaví a sexualitu se souborem prací, který sahá až do počátku 20. století, dokumentující a oslavující životy černošských lesbických, gay, transgender a intersexuálních komunit v Jihoafrické republice. Neo Ntsoma (* 1972), fotožurnalistika, portréty, hudba a fotografie populární kultury Jo Ractliffe (* 1961), dokumentární fotografka a učitelka působící v Kapském Městě, kde se narodila, a v Johannesburgu, je považována za jednu z nejvlivnějších jihoafrických „sociálních fotografek“. Fotografuje krajinu, zabývá se tématy vysídlení, konfliktů, historie, paměti a vymazání“. Zachycuje stopy násilí, vysídlení a boje v krajině“. Její obrazy evokují paměť, historii a následky konfliktu, které jsou viditelné jako jizvy v krajině. Lesley Rochatová (?), ochránkyně mořských živočichů a žraloků, aktivistka, filmařka divoké přírody, podvodní fotografka, environmentální spisovatelka, autorka, mluvčí a aktivistka. Berni Searle (* 1964), umělkyně, pracuje s fotografií, videem a filmem, vytváří instalace příběhů spojené s historií, identitou, pamětí a místem. Její práce, často politicky a společensky angažovaná, čerpá z univerzálních emocí spojených se zranitelností, ztrátou a krásou. Mary Sibande (* 1982), umělkyně se sídlem v Johannesburgu. Její umění se skládá ze soch, obrazů, fotografie a designu; používá tato média a techniky, aby pomohla zobrazit lidskou podobu a zkoumala konstrukci identity v postkoloniálním kontextu Jihoafrické republiky. Kromě toho se zaměřuje na využití své práce k tomu, aby ukázala své osobní zkušenosti z apartheidu. Její umění se také pokouší kritizovat stereotypní zobrazení žen, zejména černošek. Colla Swartová (1930–2023), fotografovala přírodu a lidi ve svém rodném městě Kamieskroon a okolí, divoké květiny Namaqualandu a vícenásobné fotografické expozice. Jeannette Unite (* 1964), umělkyně, která sbírala oxidy, kovové soli a zbytky z dolů, kulturních památek a průmyslových areálů, a vyvíjela receptury na barvy, pastely a sklo pro svá velkoformátová umělecká díla reflektující těžební průmysl. Marguerite van Eeden (* 1999), herečka a fotografka, nejvíce se proslavila svými filmovými rolemi v afrikánštině ve filmech Vaselinetjie a Vergeet My Nie. Nontsikelelo Veleko (* 1977), známá svým zobrazením černošské identity, urbanizace a módy v post-apartheidu v Jižní Africe. Gisèle Wulfsohnová (1957–2011), fotografovala pro noviny a časopisy na volné noze, specializovala se na portréty, vzdělávání, zdraví a genderové otázky, byla známá dokumentováním různých kampaní na zvýšení povědomí o HIV/AIDS.

## Ocenění fotografové

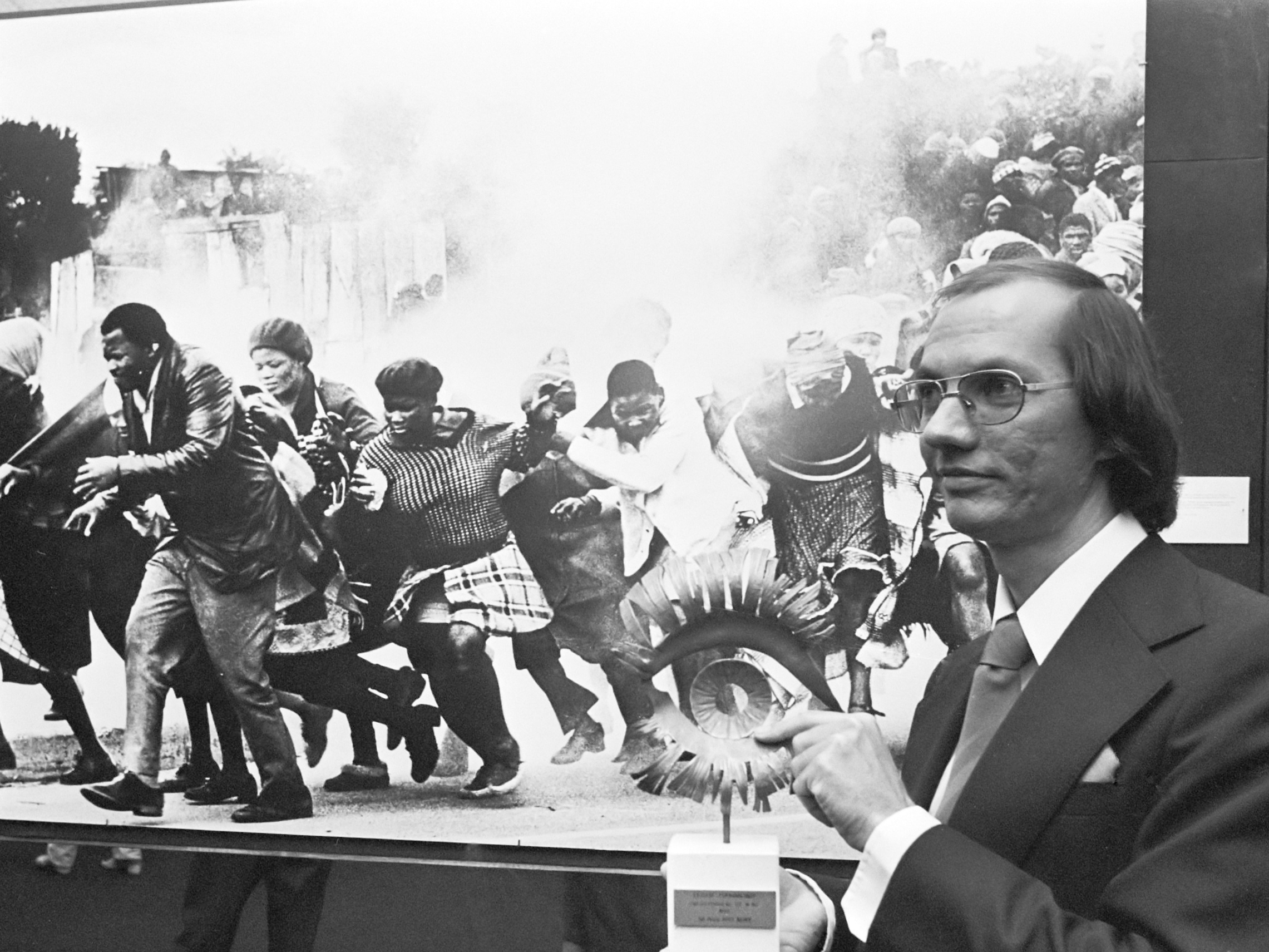
Leslie Hammond získal ocenění World Press Photo v kategorii fotografie roku 1977

Leslie Hammond získal ocenění World Press Photo v kategorii fotografie roku 1977.
Dva členové Bang-Bang clubu vyhráli Pulitzerovu cenu za fotografii. Greg Marinovich ji vyhrál v roce 1991 za reportáž o smrti Lindsaye Tshabalaly v roce 1990. Kevin Carter ji získal v roce 1994 za fotografii supa, který pronásledoval hladovějící dítě v jižním Súdánu.
Snímek ženy z Afghánistánu Bibi Aisha od autorky Jodi Bieberové (viz zde), které uřízli uši a nos její manžel a švagr, vyhrála cenu World Press Photo of the Year v roce 2010.
Brent Stirton získal ocenění World Press Photo celekm 8x, dále získal ocenění Pictures of the Year POY, cenu Lucie a další fotografické ceny.

## Klíčové instituce
Afrapix byla kolektivní agentura amatérských a profesionálních fotografů, kteří se postavili proti apartheidu v Jihoafrické republice a dokumentovali Jihoafrickou republiku v 80. letech. Skupinu založili v roce 1982 Cedric Nunn, Paul Weinberg, Peter Mackenzie a Omar Badsha. Sama se rozpustila v roce 1991.
Jihoafrické centrum fotografie (South African Center for Photography) je nezisková organizace se sídlem v Kapském Městě, která se snaží prosazovat širší chápání fotografie na celém africkém kontinentu prostřednictvím pravidelných a přístupných výstav a programů.
Sdružení Profesionální fotografové jižní Afriky je reprezentativní orgán pro praktikující fotografy a další odborníky z oboru fotografie v Jižní Africe, který se mimo jiné snaží uznat a podporovat dokonalost v oblasti jihoafrické fotografie.
Oficiálně uznávaným orgánem zastupujícím fotografy v jižní Africe je Photographic Society of South Africa. Nezisková organizace, která se snaží podporovat zájem a standardy fotografie v Jižní Africe. Mezi jeho oficiální funkce patří úkol monitorovat a cenzurovat snímky považované za nevhodné pro veřejné prohlížení. Výroční valná hromada společnosti zahrnuje fotografický kongres, který poskytuje výstavní prostory fotografům.
Pro jihoafrické fotografy existuje bohatá nabídka vzdělávacích a školicích příležitostí. Fotografická škola Vega, která se nachází v Pretorii v provincii Gauteng, nabízí fotografickou výuku nejvyšší úrovně v zemi. Stellenbosch Academy of Design and Photography je další z předních národních institucí terciární vizuální komunikace, která nabízí vysokoškolské a postgraduální kurzy, se sídlem ve Stellenbosch v Západním Kapsku. College of Digital Photography s kampusy v Pretorii, Fourways, Kapském Městě a Saxonwoldu nabízí specializované programy v oblasti fotografie a videa, určené pro digitální fotoaparáty. Jihoafričtí fotografové po celé zemi také provozují své podnikání prostřednictvím různých prostředků, jako je například Tapsnapp, což je jedna z nejvýznamnějších platforem navržených pro spojení s jihoafrickými spotřebiteli a pomáhá fotografům s jejich živobytím.

## Fotografická muzea a galerie
- Duggan-Cronin Gallery

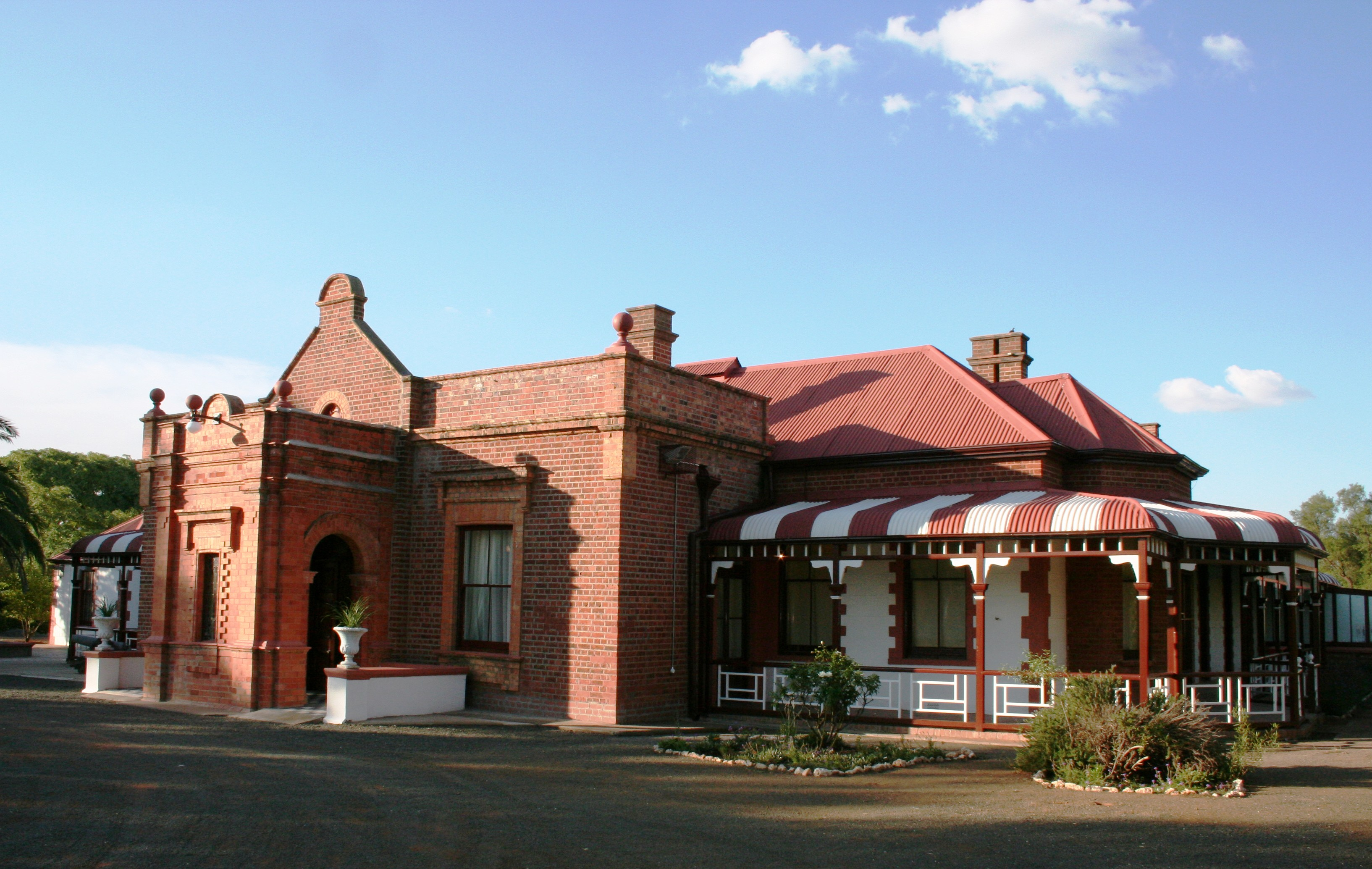
Duggan-Cronin Gallery

- Market Photo Workshop, škola a galerie
- MuseuMAfricA (Bensusan Museum of Photography)

## Galerie

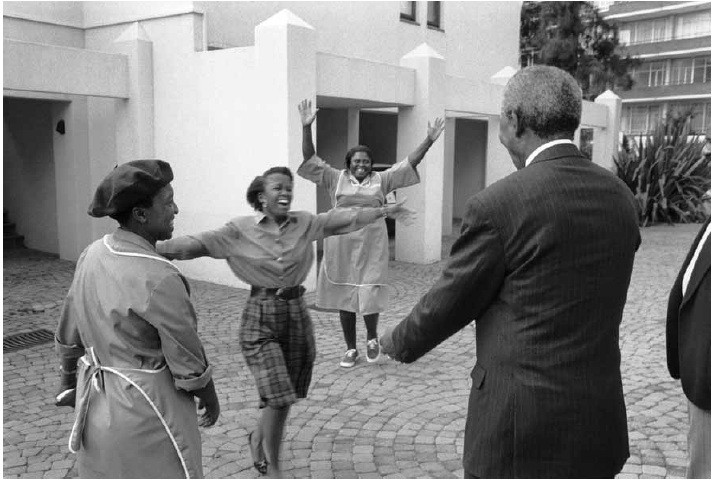
George Hallett: První setkání, Johannesburg, 1994
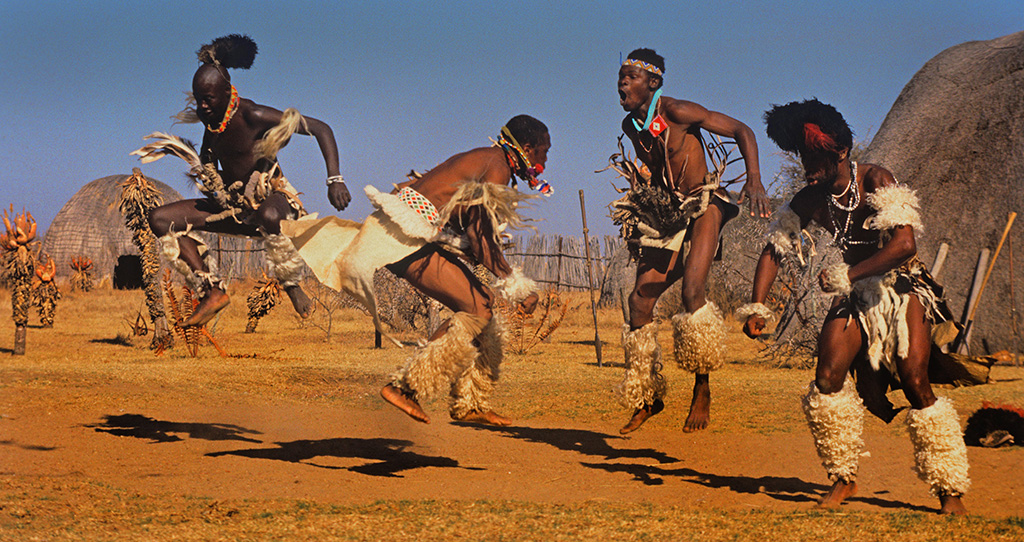
Hein Waschefort: Domorodci tančí tanec Zulu